# Garcilaso de la Vega (poète)
Pour les articles homonymes, voir Garcilaso de la Vega et De la Vega.

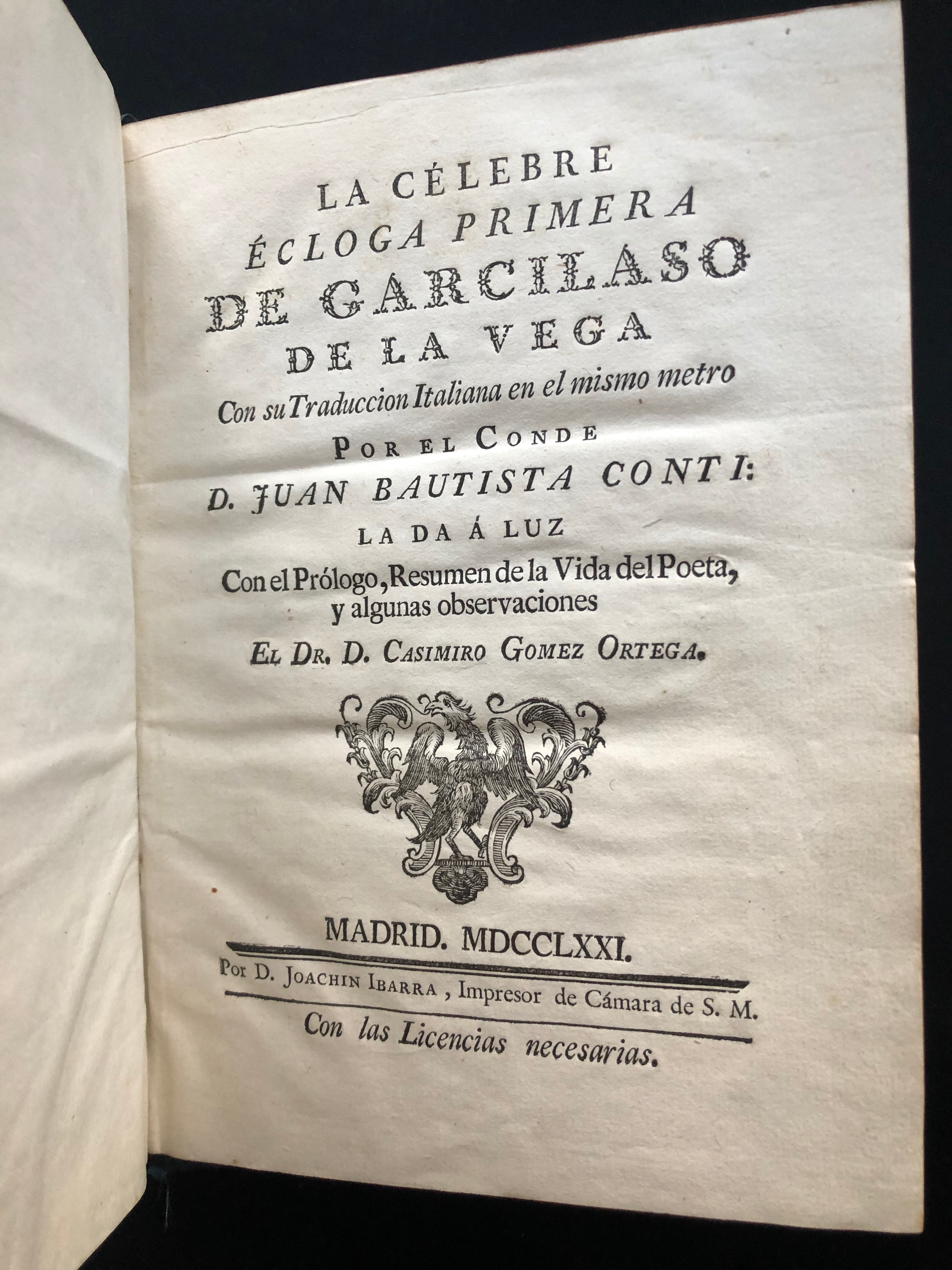
La célebre écloga primera de Garcilaso de la vega con su traduction Italiana en el mismo metro Por el conde D. Juan Bautista Conti : La da à Luz Con el Prologo, resumen de la vida del poeta, y algunas observaciones. El Dr D. Casimiro Gomez Ortega 1771.

Garcilaso de la Vega, (ou Garcia Lasso) né à Tolède en 1501 et mort à Nice le 14 octobre 1536, est un poète et un militaire du Siècle d'or espagnol, considéré comme un des auteurs majeurs de la littérature espagnole.

## Biographie
Garcilaso de la Vega descendait du côté paternel de Íñigo López de Mendoza, marquis de Santillana, et du côté maternel de Fernán Pérez de Guzmán. Il naît à Tolède en 1503 selon les sources. Il apprend le grec, le latin, l'italien, le français, la musique et l'escrime.
Il entre en 1520 au service de Charles Quint comme membre de la garde royale et participe à la « guerre des communautés ». Il prend ainsi part à la bataille de Pavie (1525) et aux sièges de Vienne (1529) et de Tunis (1535).
Nommé membre de l'Ordre de Santiago, il se bat contre les Français à Fuenterrabía. À son retour à Tolède, il épouse en 1525 Elena de Zúñiga, dame de compagnie de doña Leonor, sœur de Charles Quint. Il écrit alors ses premiers poèmes.
Il est blessé en octobre 1536 lors d'un assaut contre la forteresse du Muy, près de Fréjus, et meurt peu de jours après à Nice, où il avait été transporté.

## Œuvre
Garcilaso de la Vega était l'ami et le disciple de Juan Boscán. Il imite ainsi Pétrarque et Virgile et introduit en Espagne le goût italien. On lui doit trente-huit sonnets, deux élégies, une épître, trois églogues et cinq chansons. Ses œuvres ont été publiées à Venise (1553) et à Madrid (1765 et 1788).